# Johannes Helstone
Johannes Nicolaas (Johannes) Helstone, geboren als Nicodemus Johannes Helstone (Berg en Dal, 11 januari 1853 - Paramaribo, 24 april 1927) was een Surinaams componist, pianist en schrijver.

## Biografie

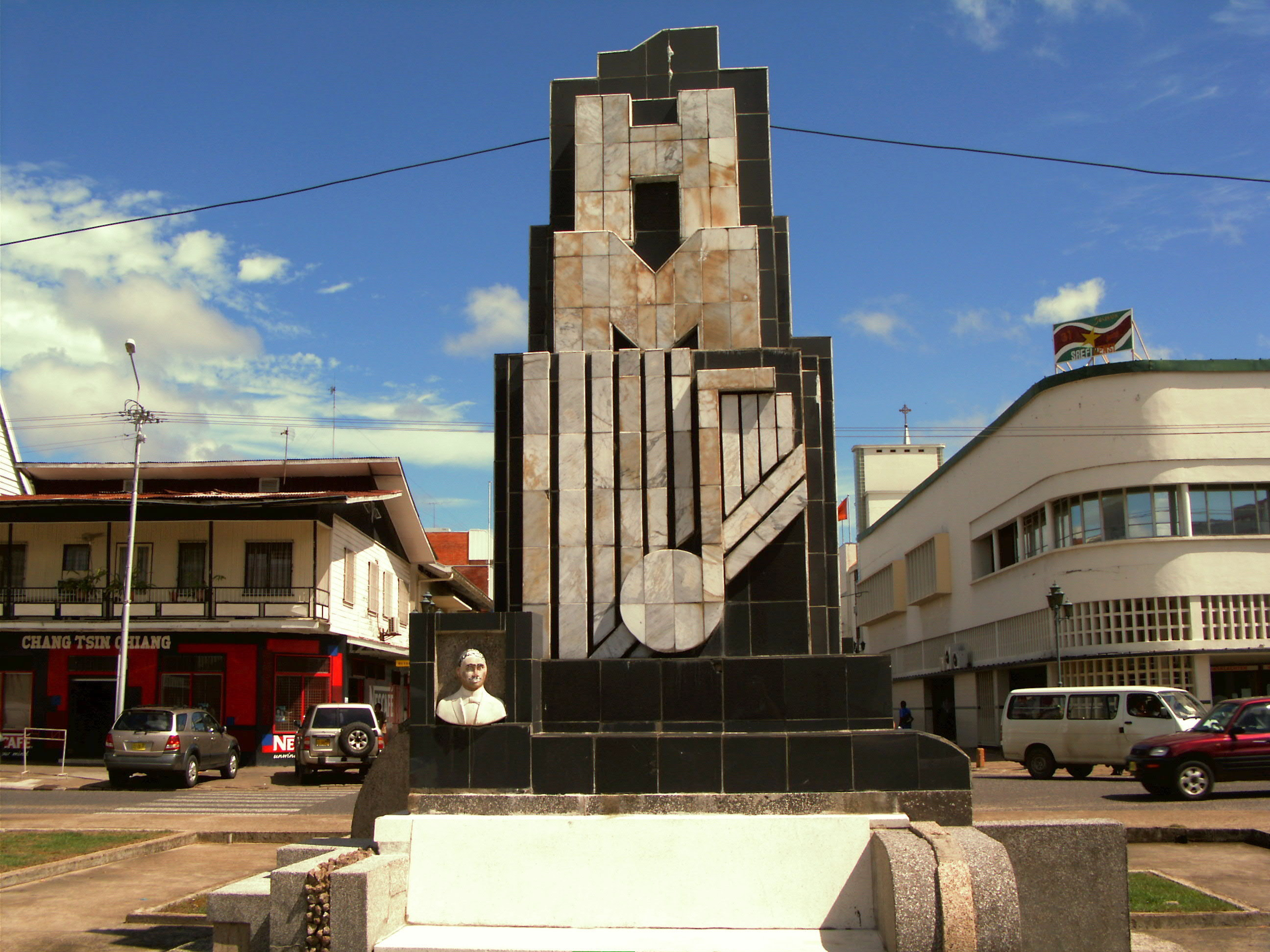
Het Helstonemonument in Paramaribo, december 2006

Johannes Helstone, geboren in Berg en Dal aan de Surinamerivier in 1853, werd al vroeg ontdekt als een vooral muzikaal begaafde jongen. Hij werd aanvankelijk opgeleid als onderwijzer, en volgde muzieklessen bij het musici-echtpaar Williger en de Hernhutter-zendeling Heyde. In 1880 zette hij zijn opleiding voort in Leipzig in Duitsland, waar hij nadien nog drie keer kwam (1892, 1900, 1907).
Na een tweede verblijf van 1892-1894 studeerde hij cum laude af. Bij de rampzalige La Fuente-brand in 1899 ging een groot deel van Helstones archief, inclusief twee piano’s, verloren. Helstones roem leed er niet onder. In die jaren was hij getrouwd met musicienne Millie Uckerman.
Tot zijn latere leerlingen behoren Anton Plet, Dario Saavedra, Flora Saavedra, Josephine Nassy en Cor Anijs.
In 1948 is op het Kerkplein te Paramaribo ter gelegenheid van de 95e geboortedag het monument Musicus Helstone onthuld.
In 2021 was een maand op de Iconenkalender van NAKS gewijd aan Johannes Helstone.

## Muziek
Helstones muzikale werk bestaat uit psalmen, een mars bij de geboorte van prinses Juliana in 1909, een mazurka, een toccata, een fuga en meerdere liederen. Zijn grootste roem kreeg hij met de opera Het pand der goden, die in 1906 in Paramaribo met groot enthousiasme werd ontvangen. Het stuk zou in een Duitse versie ook in Berlijn populariteit verworven hebben. Voor dit laatste is echter geen bewijs gevonden.
Naast zijn werk als componist en docent was Helstone organist van de Lutherse kerk en oprichter van het Herrnhutter-Comité (1921) en een enthousiast bestudeerder van de Surinaamse taal. Hij schreef essays over muziek en publiceerde een studie over klassiek Griekse toonsystemen.
De dichter Henny de Ziel (1916-1975) koos in 1959, toen een nieuw volkslied gekozen moest worden, voor de melodie van Helstones Welkom, maar die werd afgewezen door de Staten van Suriname. Uiteindelijk werd voor God zij met ons Suriname een melodie gebruikt van Johannes de Puy (1835-1924).
Op 15 februari 2024 dirigeerde Otto Tausk het Koninklijk Concertgebouworkest in de succesvolle Nederlandse première van Het pand der goden, in samenwerking met Cappella Amsterdam. Het initiatief voor deze uitvoering kwam van het Concertgebouworkest in samenwerking met Astrid Helstone, de achter-kleinnicht van de componist. Men wilde de opera opnieuw uitvoeren en ging op zoek naar de partituur. Zo kwam men terecht bij John Helstone, achterneef van de componist, die de manuscripten van de Nederlandse en de Duitstalige versie van Het pand der goden in bezit had. Leonard Evers, componist en dirigent, maakte op basis hiervan een voor deze tijd geschikte bewerking, waarbij de Nederlandse versie voor de tekst en de Duitse versie voor de muziek werd gebruikt.
Astrid Helstone begon samen met haar echtgenoot Diederik Burgersdijk het Helstone Fonds onder de vleugels van de Foundation Concertgebouworkest, dat als doel heeft om "uitvoeringen en onderzoek mogelijk te maken van het werk van Helstone, zijn leerlingen en andere componisten uit voormalige Nederlandse koloniale gebieden".

## Familie
Johannes Helstones oudoomzegger John Helstone was violist. Van 1975-2005 was hij plaatsvervangend concertmeester van het Rotterdams Philharmonisch Orkest. Hij verzamelde klassieke muziek van Surinaamse componisten. Zijn muziekverzameling is, inclusief de manuscripten van zijn oudoom, ondergebracht in het Allard Pierson Museum in Amsterdam (Collectie John Helstone).

## Eigen publicaties
- Wan Spraakkunst vo taki en skrifi da tongo vo Sranan, een grammatica van de Surinaamse taal Sranantongo (1903)
- De Griekse muziek in het licht van de moderne toonkunst, Leipzig 1912
- Neger-Engelsche spreekwoorden in vijf delen (1924-1925)

## Over J.N. Helstone
- Profiel in: Michiel van Kempen, Een geschiedenis van de Surinaamse literatuur, Breda: De Geus, 2003, dl. I, pp. 410.
- Diederik Burgersdijk, Een opera voor Suriname. Over Het pand der goden van J.N. Helstone, Amsterdam: Athenaeum-Polak & Van Gennep, 2024. Met voorwoord van Astrid Helstone.